# Jean-Gabriel-Taurin Dufresse
Jean-Gabriel-Taurin Dufresse (Lezoux, 8 dicembre 1750 – Chengdu, 14 settembre 1815) è stato un vescovo cattolico e santo francese.

## Biografia
Jean-Gabriel-Taurin Dufresse è stato membro della Società per le missioni estere di Parigi, vescovo titolare di Tabraca e vicario apostolico di Sichuan; è stato decapitato in Cina dove esercitava il suo apostolato da oltre quarant'anni. Beatificato nel 1900, è tra i martiri cinesi proclamati santi da papa Giovanni Paolo II nel 2000.
Il suo elogio si legge nel Martirologio romano al 14 settembre.

## Genealogia episcopale e successione apostolica
La genealogia episcopale è:
- Cardinale Guillaume d'Estouteville, O.S.B.Clun.
- Papa Sisto IV
- Papa Giulio II
- Cardinale Raffaele Riario
- Papa Leone X
- Papa Clemente VII
- Cardinale Antonio Sanseverino, O.S.Io.Hier.
- Cardinale Giovanni Michele Saraceni
- Papa Pio V
- Cardinale Innico d'Avalos d'Aragona, O.S.Iacobi
- Cardinale Scipione Gonzaga
- Patriarca Fabio Biondi
- Papa Urbano VIII
- Cardinale Cosimo de Torres
- Cardinale Francesco Maria Brancaccio
- Vescovo Miguel Juan Balaguer Camarasa, O.S.Io.Hier.
- Papa Alessandro VII
- Cardinale Neri Corsini
- Vescovo Francesco Ravizza
- Cardinale Veríssimo de Lencastre
- Arcivescovo João de Sousa
- Vescovo Álvaro de Abranches e Noronha
- Cardinale Nuno da Cunha e Ataíde
- Cardinale Tomás de Almeida
- Arcivescovo José Dantas Barbosa
- Vescovo Bartolomeu Manoel Mendes dos Reis
- Vescovo Gottfried Xaver von Laimbeckhoven, S.I.
- Vescovo Francesco Magni, O.F.M.Ref.
- Vescovo François Pottier, M.E.P.
- Vescovo Jean-Didier de Saint Martin, M.E.P.
- Vescovo Jean-Gabriel-Taurin Dufresse, M.E.P.

La successione apostolica è:
- Vescovo Pierre Trenchant, M.E.P. (1802)
- Vescovo Jean-Louis Florens, M.E.P. (1810)